# Eva Celia
Eva Celia Lesmana (ur. 21 września 1992 w Dżakarcie) – indonezyjska aktorka i piosenkarka.

## Dorobek aktorski
Wystąpiła w różnych serialach telewizyjnych, m.in. Sherina (Sherina), Juwita Jadi Putri (Juwita), Sentuh Hatiku (Siska).
Swój debiut na dużym ekranie miała w 2008 roku w horrorze Takut: Faces of Fear. Kolejne role zagrała w filmach: Jamila dan Sang Presiden (2009) – jako młoda Jamila, Adriana (2013) – jako Adriana, Pendekar Tongkat Emas (2014).
Pojawiła się w reklamach różnych marek i produktów, takich jak GIV, Tolak Angin Anak, RexonaTeen, Suzuki Karimun Estilo, Emeron, Samsung Galaxy A8.